# Kostel svatého Vojtěcha (Sluhy)
Kostel svatého Vojtěcha ve Sluhách je jednolodní raně gotická stavba, která v 18. století prošla rozsáhlou barokní přestavbou. Postaven byl na ruinách staršího, románského kostela, který pověsti situují až do 10. století. Kostel je zapsán v seznamu kulturních památek ČR. Do 31. prosince 2005 byl kostelem farním. K tomuto datu administrativně zanikla římskokatolická farnost Sluhy a kostel se stal filiálním kostelem římskokatolické farnosti Brandýs nad Labem. V roce 2023 byl převeden do majetku obce a současně zde duchovní správce brandýské farnosti přestal sloužit mše a jiné liturgické obřady. Stavba je v havarijním stavu a čeká na opravu.

## Stavební vývoj kostela
Současná stavba vyrostla na rozvalinách románského kostela z 10. století nejasného zasvěcení – proti domněnce o prvotním patrociniu svatého Vojtěcha mluví zejména fakt, že Vojtěch ještě roku 997 žil a za svatého byl prohlášen až na samém prahu 11. století. Současně nelze vyloučit, že původní kostel byl o něco mladší; svatovojtěšské zasvěcení by pak bylo spíše pravděpodobné a svědčila by o něm plošná vojtěšská úcta doložená v celém regionu. Ve 40. letech 13. století (někdy mezi lety 1241–1248) byl kostel pobořen, a jak uvádí František Pubal v Kronice sluzské, „v ssutinách se usadili psi, vlci a prasata“.
Nový kostel byl na ruinách vystavěn kolem roku 1270 nákladem děkana Metropolitní kapituly u sv. Víta v Praze řečeného Vít († 1271) a jeho základní dispozice je i po zbarokizování jasně čitelná. K obdélné centrální lodi o rozměrech 11 × 8 metrů přiléhá šestiboký presbytář. Západní (vstupní) průčelí kostela tvoří představěná předsíň, v jejíž ose stojí hranolová věž s jehlancovou střechou. Při barokních úpravách byla v ose presbytáře dostavěna sakristie, jejíž arkáda nápaditě využívá původních opěrných prvků presbytáře, a v průčelí rovněž štít s volutovými křídly. Šest pohledově atraktivních zastřešených výklenků přistavěných kolem presbytáře bylo určeno prodavačům pokrmů a devocionálií, neboť kostel byl hojně navštěvován poutníky.
V hlavní lodi jsou prolomena dvě velká půlkruhově zakončená okna s vitrážemi z roku 1900 s údaji o donátorech. Presbytář osvětlují dvě menší okna identického tvaru a další dvě menší kruhová. Další kruhové okno v tělese věže osvětluje kůr, tři kruhová okénka sakristii. Hlavní oltář i boční oltáře jsou z roku 1899, pocházejí z dílny Konstantina Buška a byly pořízeny soukromým nákladem zdejšího duchovního správce P. Františka Pubala u příležitosti 25. výročí jeho kněžského svěcení. Na hlavním oltáři je obraz sv. Vojtěcha od Jana Jiřího Heinsche (v minulosti mylně připisován Karlu Škrétovi).
Lavice jsou dřevěné, z historického a uměleckého hlediska bezcenné, právě tak jako jednoduchá barvotisková křížová cesta. Interiér velmi trpí vlhkostí a jako celá stavba čeká na zásadní rekonstrukci.

## Náhrobky
Do vnější zadní stěny sakristie jsou zasazeny dva mramorové náhrobní kameny. Menší z nich nese nápis „Leta Panie 1599 gest pochowana dcerka Vrozeneho Pana Karla Hollana z Gilgiowa.“ Větší, 1,9 m vysoký a 1 m široký, nese německý nápis oznamující, že pod ním byla pochována Markéta Milticova, rozená Hiršpergrová z Kynygshainu (patrně jde o Hirschberger z Königsheinu), zemřelá dne 11. dubna ráno mezi 7. a 8. hodinou r. 1618. Vprostřed náhrobku jsou vytesána slova z Nového zákona, 2. Tim 4,7-8: Dobrý boj jsem bojoval, běh jsem dokončil, víru zachoval. Nyní je pro mne připraven vavřín spravedlnosti, který mi dá v onen den Pán, ten spravedlivý soudce. A nejen mně, nýbrž všem, kdo s láskou vyhlížejí jeho příchod.

## Dispozice kostela
Kostel stojí uprostřed obce na břehu Mratínského potoka, v ose církevních staveb, jíž dále tvoří budova barokní fary a zvonice v sousedství hřbitova.